# Liodrosophila vitrea
Liodrosophila vitrea är en tvåvingeart som beskrevs av Bock 1982. Liodrosophila vitrea ingår i släktet Liodrosophila och familjen daggflugor. Inga underarter finns listade i Catalogue of Life.